# Розенстанд, Вильгельм
Вильгельм Якоб Розенстанд (Розенштанд; дат. Vilhelm Rosenstand; 31 июля 1838[…], Копенгаген — 11 марта 1915[…], Копенгаген) — датский художник-баталист.

## Биография
Родился в 1838 году в Копенгагене. С 1858 года посещал Датскую королевскую академию изящных искусств и параллельно брал частные уроки у художника Вильгельма Марстранда. Впервые выставил свои картины в Дании в 1861 году, а в 1864 году в чине лейтенанта принял участие во Второй Шлезвигской войне. 
В 1869 году он отправился в Рим, где провел несколько лет. На Всемирной выставке 1873 года в Вене он получил награду за одну из своих картин. Из Рима, выиграв стипендию Датской академии художеств (стипендию Анкера), Розенстанд в начале 1880-х годов отправился в Париж, где совершенствовал своё мастерство под руководством Леона Бонна (1881–82). За одну из картин, написанных в Париже, был награждён датской медалью Торвальдсена (1882), и в следующем году вернулся в Данию. 
Однако, к этому времени академические полотна Розенстанда казались уже слишком сложными датской публике, привыкшей к куда более простым картинам в духе критического реализма. Тем не менее, Розенстанд сумел создать для главного (обеденного) зала Копенгагенского университета большую фреску, изображавшую студентов университета, защищающих столицу во время шведского штурма 1659 года. 
Кроме исторических работ, писал портреты и жанровые сцены в исторических декорациях, кроме того, был известен, как художник-иллюстратор.
В датской живописи творчество Розенстанда стоит несколько особняком, олицетворяя и художественное влияние французского академизма эпохи его расцвета, и восхищение художника наиболее величественными моментами датской истории. Художником-академистом и горячим датским патриотом Розенстанд оставался до конца и никогда не изменял своему стилю. 
Скончался на родине в 1915 году.

## Галерея
- Студенты Копенгагенского университета отправляются на защиту Копенгагена в 1659 году.
- Атака датской пехоты в ходе Второй Шлезвигской войны.
- Датская пехота на позициях («Форпост»)
- Девушка и кавалерист в кафе. Жанровая сцена.
- Сцена в парижском кафе: зуав (француз) с матерью.
- Художница и любительница искусства.